# Bracon nigrovarius
Bracon nigrovarius är en stekelart som beskrevs av Gaspard Auguste Brullé 1846. Bracon nigrovarius ingår i släktet Bracon och familjen bracksteklar. Inga underarter finns listade.